# Immunitätsausweis
Ein Immunitätsausweis, auch Immunitätspass, ist ein Ausweis, der ehemals Erkrankte einer ansteckenden Krankheit als immun einstufen und ihnen so weniger Beschränkungen zur Infektionsbekämpfung auferlegen soll.
Anders als bei einem Impfausweis wird durch ihn nicht die Immunität durch Impfung, sondern die durch Infektion dokumentiert. Daher wird er oft auch Genesenennachweis genannt. Bei Masern kann nicht nur die Impfung, sondern auch eine Immunität durch Erkrankung in den Impfausweis eingetragen werden.

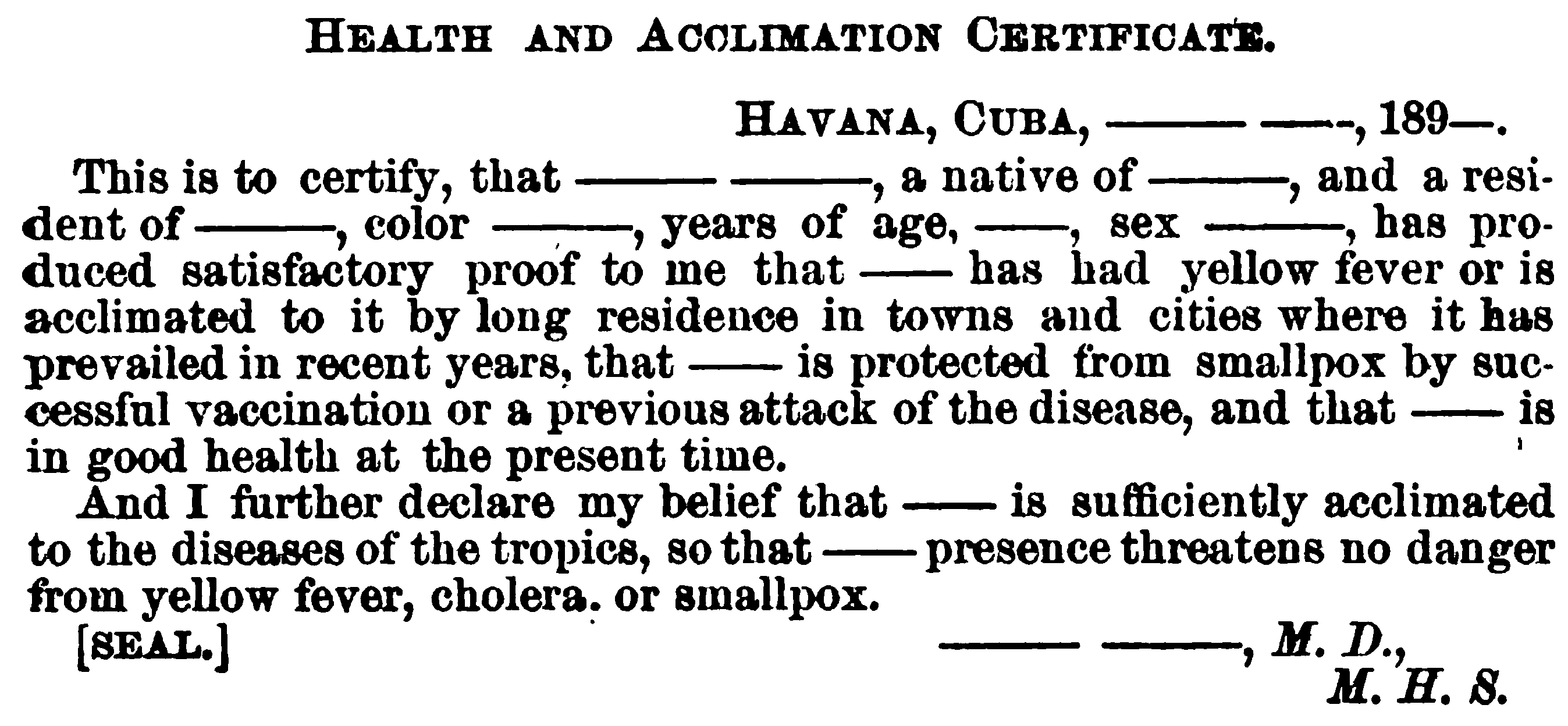
Muster eines Zertifikats, das u. a. Immunität gegenüber Gelbfieber ausweisen sollte, die durch Erkrankung entstanden ist. Es kam Ende des 19. Jahrhunderts bei Einwanderung in die Vereinigten Staaten zur Anwendung.
Übersetzung eines Auszuges: „Hiermit wird bescheinigt, dass ⸺ ⸺, geboren in ⸺, und ein Einwohner von ⸺, Hautfarbe ⸺, Alter in Jahren, ⸺, Geschlecht ⸺, mir hinreichend Beweis gebracht hat, dass ⸺ Gelbfieber gehabt hat oder durch langen Aufenthalt in Ortschaften und Städten, wo es in den letzten Jahren verbreitet war, an es gewöhnt ist“

## Geschichte
Mit einem Immunitätsausweis vergleichbares wurde bereits im 19. Jahrhundert beim Gelbfieber praktiziert. Damals tötete die durch Stechmücken übertragene Krankheit in einigen Endemiegebieten häufig 8 % der Bevölkerung. Damals war es üblich sich bei der Arbeitssuche als „akklimatisiert“ (acclimated), also immun, zu bewerben. Deshalb wurde ein Nachweis über den Aufenthalt an einem Ort, wo Gelbfieber verbreitet war, oder eine ärztliche Bescheinigung vorzulegen, verlangt, damit die Arbeitenden nach der Ausbildung nicht einfach starben. Eine überstandene Infektion war Geld wert, sodass manche es gar absichtlich darauf anlegten, zu erkranken. Die genaue Verifikation bereitete Schwierigkeiten, da es keine Bluttests gab. So richtete sich die Aufnahme von Personen in Städten mit Gelbfieberverbreitung in manchen Lebensversicherungen nach der Aufenthaltsdauer in diesen, andere wiederum setzten auf eine medizinische Verifizierung.

## Konzepte
Mit der Methode SIR wurde ein Konzept, bei der „Schildimmunität“ (shield immunity) eingesetzt wird, modelliert. Dabei sollen Arbeitskräfte (etwa in kritischer Infrastruktur) ohne Genesung durch welche, die genesen sind, ersetzt werden. Dies soll mit den allgemeinen Schutzmaßnahmen, die so nach und nach zurückgefahren werden sollen, zusammenwirken. Dies würde umso effektiver funktionieren, je länger die Immunität andauert. Aufgrund der möglichen Falschpositive ist die infektionseindämmende Wirkung zudem davon abhängig, ob überhaupt eine hohe Anzahl infiziert war. Zudem existieren Unterschiede in Abhängigkeit von der tatsächlichen bislang nur näherungsweise bestimmten Basisreproduktionszahl.
Für eine sichere Umsetzungen wurden Lösungen mit Digitaler Signatur und auch Blockchain vorgeschlagen. Bei der Blockchain gibt es Überlegungen die Daten mithilfe von „biometrischer Authentifizierung als ein privater Schlüssel“ (“biometric authentication as a private key”). So bleibe die Anonymität gewahrt.

## Diskussion während der COVID-19-Pandemie in Deutschland

### Verlauf
Seit Ende März 2020 gab es in Deutschland Überlegungen zu einem möglichen Nachweis hinsichtlich des Vorliegens eines durch vorherige Infektion erworbenen Immunschutzes gegen das Coronavirus SARS-CoV-2. So zitierten Medien im Zuge von Antikörper-Studien einen Epidemiologen mit „Den Immunen könnte man eine Art Impfpass ausstellen, der es ihnen zum Beispiel erlaubt, von Einschränkungen ihrer Tätigkeit ausgenommen zu werden“. Seit Anfang April plante die britische Regierung derartige Pässe auszugeben. Es folgten weitere Staaten, weshalb die WHO am 24. April vor solchen aufgrund der unklaren Lage, inwieweit Antikörper Immunität garantieren würden, warnte. In Chile wurden die Pläne Mitte Mai konkreter, sodass trotz Warnungen chilenischer medizinischer Gesellschaften ein release certificate geplant wurde, das der tragende Person für drei Monate eine geringerere Ansteckungsgefahr bescheinigen sollte. Dies wurden dann aber zurückgezogen, da diese Zertifikate „ein ziemlich schwerwiegendes Problem der Diskriminierung“ (spanisch «un problema de discriminación bastante severo») erzeugen könnten. Mitte August gab das Gesundheitsministeriums El Salvador Pläne für einen Immunitätsausweis bekannt, der nach einer positiven PCR-Testung und Genesung mit einer Gültigkeitsdauer von acht Monaten ausgestellt werden soll. In der Fleischverpackungsindustrie und bei der Verteilung von Medikamenten und Lebensmitteln sollen Ausweisinhaber bevorzugt eingestellt werden. Seit Anfang September lässt die brasilianische Insel Fernando de Noronha nur noch den Besuch von Touristen mit positivem Antikörpertest innerhalb von 90 Tagen vor Ankunft oder positivem PCR-Test 20 Tage davor zu. Sie hatte, anders als weite Teile Brasiliens, bis dahin noch keinen COVID-19-Toten zu verzeichnen.
In Deutschland regte der Bundesgesundheitsminister Jens Spahn (CDU) eine Einführung durch das Zweite Gesetz zum Schutz der Bevölkerung bei einer epidemischen Lage von nationaler Tragweite an. Er begründete dies damit, dass es „ja nicht sein [kann], dass unsere Bürger nicht mehr in Länder reisen können, die solche Regelungen planen“. Dies scheiterte aber vorerst am Widerstand des Koalitionspartners SPD. Spahn bat daraufhin den Ethikrat um eine Stellungnahme. Mitte Juni wurden in Deutschland von einem privaten Anbieter mit falschen Versprechen PDF-Dokumente als angebliche „Covid-19-Immunitätspässe“ zum Verkauf angeboten. Vor derartigen Angeboten warnte die Ärztekammer Hamburg Ende Juni. Durch die Werbung würde eine nicht gegebene Sicherheit vorgegaukelt, da Langzeitstudien zur Immunität aufgrund der Neuartigkeit des Virus fehlen würden. Die Präsidentin der Ärztekammer Niedersachsen Martina Wenker erklärte auch ihre Ablehnung eines Ausweises mit: „Ein Antikörpernachweis ist nicht viel wert“, er könne nicht aussagen, ob Ansteckungen noch möglich seien. Zudem führte sie ethische Gründe an.
Nachdem der Ethikrat unterdessen erläutert hatte, er wolle aufgrund der Komplexität dem Thema noch mehr Zeit widmen, veröffentlichte er im September eine Stellungnahme. Einstimmig wurde eine Einführung von Immunitätsbescheinigungen für SARS-CoV-2 nach überstandener Infektion zu diesem Zeitpunkt abgelehnt. Begründet wurde dies mit dem „aktuelle[n] naturwissenschaftlich-medizinisch[en] Sachstand“. Falls künftige Erkenntnisse aber einen „verlässlicheren Nachweis der Immunität und Nichtinfektiösität auch mit Blick auf deren Grad und Dauer“ möglich machen würden, war der Ethikrat aber in seiner Position gespalten. Die eine Position würde in einem solchen Fall „eine Einführung auf Basis risikoethischer Abwägungen“ mit Einschränkungen für sinnvoll erachten. Die andere würde dagegen auch bei einer Änderung weiterhin aus „praktische[n], ethische[n] und rechtliche[n] Gründe[n]“ eine solche staatliche Bescheinigung ablehnen. Beide Positionen wurden jeweils von 12 der 24 Mitglieder vertreten. Unter den zwölf Ratsmitgliedern, die Immunitätsbescheinigungen als prinzipiell geeignetes Mittel ansehen, „um infektionsschutzbedingte Grundrechtseingriffe zurückzunehmen oder besondere  Verpflichtungen zu begründen“, ist unter anderen die Vorsitzende das Rats Alena Buyx. Unter den anderen zwölf Ratsmitgliedern, die grundsätzlich ablehnten, eine Immunitätsbescheinigung bei COVID-19 „für die Wiedergewährung von Freiheitsrechten bzw. das Auferlegen besonderer Verpflichtungen“ zu verwenden, findet sich der Präsident des Zentralrates der Juden in Deutschland Josef Schuster. Beide Positionen sind sich aber zusätzlich darin einig, frei verkäufliche Antikörpertests aufgrund der zweifelhaften Verlässlichkeit stärker zu regulieren.
Im April 2021 hatte das Robert Koch-Institut erklärt (nicht mehr aktuell), dass vollständig Geimpfte (ab zwei Wochen nach der 2. Dosis), innerhalb der letzten sechs Monate selbst an Covid-19 Erkrankte, oder vor über sechs Monaten Erkrankte, die noch mindestens eine Impfdosis erhalten haben von verpflichtenden Quarantänemaßnahmen bei Kontakt und Schnelltestmaßnahmen auszunehmen seien. Eine Ausnahme auch für genesene und geimpfte Einreisende wurde von der Vorsitzende des Bundesverbandes der Ärztinnen und Ärzte des Öffentlichen Gesundheitsdienstes Ute Teichert als „fatal“ kritisiert. Ohne Test würden der öffentliche Gesundheitsdienst den Überblick über Infektionen insbesondere mit anderen Varianten verlieren.

### Argumente
An der Diskussion in Deutschland nahmen auch der Rechtswissenschaftler Volker Boehme-Neßler und der Virologe Christian Drosten teil. Während Drosten Ende April zwar „vollkommen davon aus[ging], dass es eine Immunität gibt“, die für eine gewisse Zeit anhalten würde, befürchtete er eine „soziale Stigmatisierung“ in verschiedenen Bereichen, sogar im privaten, da damit angegeben werden könne oder Menschen ohne einen Ausweis von Feiern ausgeladen werde könnten. So auch Boehme-Neßler Anfang Mai, der vor einer Spaltung der Gesellschaft warnte und zusätzlich eine Einführung für verfassungswidrig hielt:

„[…] Die Idee der Verfassung ist: Am Anfang ist die Freiheit. Alles ist grundsätzlich erlaubt. Es sei denn, es ist ausnahmsweise verboten. Die Freiheit ist der Normalfall, ihre Beschränkung die Ausnahme.
Der geplante Corona-Pass würde das umdrehen. Im Augenblick ist die Beschränkung der Freiheit der Normalfall. Alle sind im Lockdown gefangen. Im Ausnahmefall wären die Freiheiten wieder möglich – aber nur für jene, die einen Immunitätsausweis vorweisen können. Nur wer gesundheitliche Voraussetzungen erfüllt, könnte die freiheitlichen Grundrechte wahrnehmen. Freiheit als Ausnahme für Gesunde – das widerspricht dem Geist der Verfassung völlig. […]“

Anfang Mai hielt es Anika Klafki dagegen im Verfassungsblog für aus verfassungsrechtlicher Sicht für bedenklich, für den Fall einer nachweisbaren Immunität, diese nicht zu beachten. Eine Anwendung generalpräventiver Maßnahmen an Personen, von denen keine Infektionsgefahr ausgehe, könnten nur ausnahmsweise „als ultima ratio in eng begrenzten Ausnahmefällen“ gerechtfertigt werden. Der Unterschied zu den im Infektionsschutzgesetz vorgesehenen Maßnahmen für Nichtstörer, begründet durch eine allgemeine Gefahr, sei, dass „bei nachweislich immunen Personen die infektionsschutzrechtliche Gewissheit [bestehe], dass gegen sie gerichtete Bekämpfungsmaßnahmen keinen unmittelbaren Nutzen für die Bekämpfung der Infektionsgefahr haben“. Die Berücksichtigung einer nachgewiesenen Immunität ergebe sich schon aus dem Verhältnismäßigkeitsprinzip, weshalb aber eine konkrete gesetzliche Einführung unnötig und im Bezug auf die Nachweisschwierigkeiten überstürzt sei.
In den Vereinigten Staaten argumentierten der Rechtswissenschaftler Govind Persad und der Medizinethiker Ezekiel J. Emanuel für einen Immunitätsausweis mit dem „Prinzip der ‚am wenigsten restriktiven Alternative‘“ (“principle of the ‘least restrictive alternative’”), es müsse so viel erlaubt sein wie möglich. Dementsprechend sei, falls nachweisbar ein geringerere Infektionsrisiko vorliege, es Menschen zu erlauben frei von Beschränkungen zu sein. Das wäre wie bei „Führerschein und Fluglizenz“ (“Driver’s and pilot’s licenses”), weshalb sie „immunitätsbasierte Lizenz“ anstatt „Immunitätspass“ als Benennung vorschlugen (“The term ‘immunity-based licenses’ is better than ‘immunity passports.’”):

“[…] just as the work of licensed truckers benefits those unable to drive, the increased safety and economic activity enabled by immunity licenses would benefit the unlicensed. For instance, preferentially hiring immune individuals in nursing homes or as home health workers could reduce the spread of the virus in those facilities and better protect the people most vulnerable to COVID-19. Friends, relatives, and clergy who are immune could visit patients in hospitals and nursing homes.”

„[…] so wie die Arbeit von lizenzierten LKW-Fahrenden denen hilft, die nicht fahren können, würde die größere Sicherheit und ökonomische Aktivität ermöglicht durch Immunitätslizenzen den Unlizenzierten helfen. Zum Beispiel könnte die bevorzugte Einstellung von immunen Individuen in Pflegeheimen oder als Gesundheitshelfenden zu Hause die Verbreitung des Virus in diesen Einrichtungen eindämmen und die gefährdete Bevölkerungsgruppen besser vor COVID-19 beschützen. Freunde, Verwandte und Geistliche, die Immun sind, könnten die Patienten in Krankenhäusern und Pflegeheimen besuchen.“

Eine Öffnung von Gastronomien für Lizenzierte könne Steuereinnahmen zur Investition in die Pandemiebekämpfung bringen. Von einer Spaltung der Gesellschaft zu reden, wie beim Gelben Stern, würde nicht passen, da nicht nach irrelevanten Faktoren, wie der Religion, sondern nach Immunität eingeteilt werde. Keine regulierte Einführung von Lizenzen könne dazu führen, dass Unternehmen selber unsicherere Nachweise einführen würden.
Für Immunitätsausweise wurde woanders außerdem erklärt, dass diese schon bei Gelbfieber eingesetzt werden würden. Dagegen wurde aber festgestellt, dass es sich dabei tatsächlich um Impfausweise handele. Während diese Impfungen fördern würden, würde das vorgeschlagene Konzept Anreize für die eigene Infektion mit der Krankheit schaffen. Die bekannte historische Anwendung von tatsächlichen Immunitätsausweisen während des 19. Jahrhunderts in New Orleans sei ein Beispiel für Diskriminierung. Ob jemand mit dem Gelbfieber „akklimatisiert“ (übersetzt von „acclimated“) war, hätte über die Möglichkeit zu Heiraten oder über den Wert von Sklaven entschieden. „Sowas ähnliches“ erblickte ein Nature-Kommentar der Molekularbiologin Natalie Kofler und Bioethikerin Françoise Baylis von Ende Mai als mögliche „dystopische Zukunft, wenn Regierungen in Bemühungen die ökonomische Katastrophe der COVID-19-Pandemie rückgängig zu machen ‚Immunitätspässe‘ einführen würden“ (“Something similar could be our dystopian future if governments introduce ‘immunity passports’ in efforts to reverse the economic catastrophe of the COVID-19 pandemic”).
Aus praktischer Sicht wurde im Nature-Kommentar zudem eingewandt, dass es noch keine sicheren Erkenntnisse zur Dauer einer angeblichen Immunität beim Menschen geben würde, zusätzlich würden Antikörpertests, die zur nachträglichen Immunitätsbescheinigung in Diskussion waren, viele Falschpositive und so falsche Sicherheit geben. Von den Zahlen her sei es in Deutschland mit solchen Test nur möglich 6 % im Monat derartig zu testen und verrechnet mit dem geringen Anteil der Genesenen an der Gesamtbevölkerung, wäre es beispielsweise in den Vereinigten Staaten (mit Stand Ende Mai 2020) nur möglich 0,43 % einen Ausweis auszustellen. Das hätte keine wirtschaftliche Verbesserungen zur Folge. Um überhaupt effizient Bewegungen kontrollieren zu können, was ja die Intention hinter dem Immunitätsausweis sei, sei die Papierform nicht geeignet. Deshalb werde wahrscheinlich auf digitale Ausweise gesetzt, welche aber eine Gefahr für den Datenschutz darstellen würden. So würden in China in derartigen Apps neben dem COVID-19 auch der weitere Gesundheitsstatus erfasst, was, wie in China angekündigt, auch nach der COVID-19-Pandemie eingesetzt werden könne. “The immunity passports of today could become the all-encompassing biological passports of tomorrow” (deutsch: „Die Immunitätspässe von heute könnten die allumfassend biologischen Pässe von morgen werden“).
Wohlhabende könnten möglicherweise leichter Tests bekommen, wie sich schon bei professionellen Sportteams zeige, und so Ungleichbehandlung verursachen. Eine Ungleichbehandlung sei auch zwischen Einwohnern verschiedener Staaten zu erwarten, den einen, die eine Ausweis einführen und den anderen, die es nicht tun könnten oder wollen. Letztendlich verursachen laut verschiedenen Kommentaren (hier Nature zitiert) Immunitätsausweise „Gefahren für die öffentliche Gesundheit“ („Threats to public health“). Sie „könnten perverse Anreize schaffen“ (“could create perverse incentives”), sich selbst zu infizieren, um einen Nachweis zu erhalten, oder illegal einen Nachweis zu beschaffen.
Als Lösung gegen diese Anreize wurde von Befürwortern vorgeschlagen die Ausgabe auf bestimmte Gruppen zu beschränken, wie Krankenhausmitarbeitende, die auf Infektionsprävention achten würden. Eine weitere Argumentation ist, dass Diskriminierung durch richtig angepasste Gesetze verhindert werden könne. Eine Lancet-Kommentatorin wendete ein, dass das dem Sinn von Immunitätsausweisen widerspreche, der gerade darin läge nach dem Kriterium des Immunstatus einzuteilen und so Teilhabe zu ermöglichen.

### Rechtliche Regelung

#### Genesenendokumentation
Zum 1. Juli 2021 trat die Verordnung (EU) 2021/953 über digitale COVID-Zertifikate der EU in Kraft. Sie regelt die unentgeltliche Ausstellung, Überprüfung und grenzüberschreitende Anerkennung digitaler Zertifikate in der Europäischen Union und gilt unmittelbar in jedem Mitgliedstaat.
Bereits zum 1. Juni 2021 hatte der deutsche Gesetzgeber in § 22 des Infektionsschutzgesetzes (IfSG) eine datenschutzrechtliche Grundlage für die Generierung der für diese Zertifikate erforderlichen personenbezogenen Daten durch das Robert Koch-Institut und für die Übermittlung dieser Daten durch Ärzte und Apotheker an das Robert Koch-Institut geschaffen (§ 22 Abs. 5–7 IfSG a.F.).
Die Durchführung oder Überwachung einer Testung in Bezug auf einen positiven Erregernachweis des Coronavirus SARS-CoV-2 (Genesenendokumentation) ist gem. § 22 Abs. 4a IfSG schriftlich zu dokumentieren. Die Genesenendokumentation muss gem. § 22 Abs. 4b IfSG enthalten
1. Datum der Testung,
2. Name der getesteten Person und deren Geburtsdatum sowie Name und Anschrift der zur Durchführung oder Überwachung der Testung befugten Person,
3. Angaben zur Testung, einschließlich der Art der Testung.

Auf Wunsch der betroffenen Person ist die Testung zusätzlich in einem digitalen Zertifikat zu bescheinigen. COVID-19-Genesenenzertifikate weisen in Form eines QR-Codes die Durchführung oder Überwachung einer Testung in Bezug auf einen positiven Erregernachweis des Coronavirus SARS-CoV-2 nach (§ 22a Abs. 6 IfSG). Mit einer Änderung der SchAusnahmV zum 15. Januar 2022 wurde die Zeit, die die Testung zum Nachweis der vorherigen Infektion höchstens zurückliegen darf, von sechs Monaten auf 90 Tage verkürzt.

#### Genesenennachweis bei COVID-19
Seit dem 19. März 2022 ist in § 22a Abs. 2 IfSG legaldefiniert, welche Voraussetzungen ein Genesenennachweis erfüllen muss.
Ein Nachweis hinsichtlich des Vorliegens eines durch vorherige Infektion erworbenen Immunschutzes gegen das Coronavirus SARS-CoV-2 muss danach
- die vorherige Infektion durch einen Nukleinsäurenachweis (PCR, PoC-NAAT oder weitere Methoden der Nukleinsäureamplifikationstechnik) nachweisen und
- die Testung zum Nachweis der vorherigen Infektion darf mindestens 28 Tage und höchstens 90 Tage zurückliegen.

## Trivia
Ein Konzept von Immunitätspässen in Form eines Armbandes wurde im 2011 erschienenen Film Contagion thematisiert. Sie werden im Film beispielsweise zum Einkaufen benötigt.
In Social Media reichen laut Anthropologin Heidi Larson „Die meisten Gespräche über den Begriff des Immunitätspass […] von Skepsis bis leidenschaftlicher Ablehnung“ (“On the notion of immunity passports, most conversations ranged from sceptical to ardently opposed”). Der Ausweis war auch Objekt von Falschinformationen, in denen beispielsweise behauptet wurde, Mitte September 2020 sei ein Gesetz diesbezüglich beschlossen worden. Tatsächlich wurde im September vom Ethikrat eine zumindest derzeit einstimmig ablehnende Stellungnahme veröffentlicht und die diesbezügliche Meldung ist eine wortwörtliche Kopie eines im Mai auf einer fragwürdigen Seite veröffentlichten Artikels.

## Belege
1. 1 2 3 4  Phelan: COVID-19 immunity passports and vaccination certificates. 2020, S. 1597.
2. ↑  Was bringt ein Immunitätsausweis? In: deutschlandfunk.de. 26. Juni 2020, abgerufen am 10. Juli 2020, Was versteht man unter einem Immunitätsausweis und was soll er bewirken?
3. ↑  Olivarius: Immunity, Capital, and Power in Antebellum New Orleans. 2019, S. 440, Fußnote 88.
4. ↑  Olivarius: Immunity, Capital, and Power in Antebellum New Orleans. 2019, S. 440.
5. ↑  Olivarius: Immunity, Capital, and Power in Antebellum New Orleans. 2019, S. 429.
6. ↑  Olivarius: Immunity, Capital, and Power in Antebellum New Orleans. 2019, S. 428.
7. ↑  Olivarius: Immunity, Capital, and Power in Antebellum New Orleans. 2019, S. 437.
8. ↑  Norheim: Protecting the population with immune individuals. 2020, S. 384.
9. ↑  Daniel B. Larremore, Kate M. Bubar, Yonatan H. Grad: Implications of test characteristics and population seroprevalence on ‘immune passport’ strategies. In: Clinical Infectious Diseases. online 20. Juli 2020, doi:10.1093/cid/ciaa1019.
10. ↑  Mark A. Hall, David M. Studdert: Privileges and Immunity Certification During the COVID-19 Pandemic In: Journal of the American Medical Association. 6. Mai 2020, doi:10.1001/jama.2020.7712.
11. ↑  Agam Bansal, Chandan Garg, Rana P. Padappayil: Optimizing the Implementation of COVID-19 “Immunity Certificates” Using Blockchain. In: Journal of medical systems. Band 44, Nr. 140, 19. Juli 2020, doi:10.1007/s10916-020-01616-4.
12. ↑  Sam Rainsy: How to Prevent COVID-19 From Paralysing the World’s Economy. In: thegeopolitics.com. 27. März 2020, abgerufen am 27. September 2020.
13. ↑  Antikörper-Studie soll Immunität der Bevölkerung aufzeigen. In: aerzteblatt.de. 27. März 2020, abgerufen am 8. Juni 2020.
14. ↑  Kate Proctor, Ian Sample, Philip Oltermann: 'Immunity passports' could speed up return to work after Covid-19. In: theguardian.com. 30. März 2020, abgerufen am 8. Juni 2020.
15. ↑  Jason Horowitz: In Italy, Going Back to Work May Depend on Having the Right Antibodies. In: nytimes.com. 4. April 2020, abgerufen am 8. Juni 2020.
16. ↑  Barbara Fraser: Chile plans controversial COVID-19 certificates. In: The Lancet. Band 395, Nr. 10235, 9. Mai 2020, S. 1473, doi:10.1016/S0140-6736(20)31096-5.
17. ↑  Liseth Alas: Infectólogo Jorge Panameño: “No hay base científica que avale el tema de la inmunidad por COVID-19″. In: elsalvador.com. 11. August 2020, abgerufen am 16. August 2020.
18. ↑  Las razones por las que Chile dio marcha atrás a la entrega de un carné de inmunidad. In: elsalvador.com. 10. August 2020, abgerufen am 16. August 2020.
19. ↑  Paulina Villegas: These tropical islands welcome tourists — if they can prove they’ve recovered from coronavirus. In: washingtonpost.com. 8. September 2020, abgerufen am 11. Oktober 2020.
20. 1 2  Spahn hält Immunitätsausweis weiterhin für erforderlich. In: aerzteblatt.de. 14. Mai 2020, abgerufen am 24. Mai 2020.
21. ↑  Was hinter dem ersten Corona-Immunitätspass steckt. In: tagesspiegel.de. 20. Juni 2020, abgerufen am 25. Juni 2020.
22. ↑  Kammer Hamburg warnt vor kommerziellem Immunitätsausweis. In: aerzteblatt.de. 30. Juni 2020, abgerufen am 1. Juli 2020.
23. ↑  Debatte um Immunitätsausweis hält an. In: aerzteblatt.de. 26. Juni 2020, abgerufen am 1. Juli 2020.
24. ↑  Deutscher Ethikrat: Immunitätsbescheinigungen in der Covid-19-Pandemie. 2020, S. 9 f.
25. ↑  Deutscher Ethikrat: Immunitätsbescheinigungen in der Covid-19-Pandemie. 2020, S. 47.
26. ↑  Deutscher Ethikrat: Immunitätsbescheinigungen in der Covid-19-Pandemie. 2020, S. 51.
27. ↑  Deutscher Ethikrat: Immunitätsbescheinigungen in der Covid-19-Pandemie. 2020, S. 46.
28. ↑  Kontaktpersonen-Nachverfolgung bei SARS-CoV-2-Infektionen. In: rki.de. Robert Koch-Institut, 9. April 2021, abgerufen am 10. April 2021.
29. ↑  Amtsärzte kritisieren geplante Ausnahmen für Geimpfte. In: tagesspiegel.de. 3. Mai 2021, abgerufen am 4. Mai 2021.
30. ↑  (36) Coronavirus-Update. In: ndr.de. 28. April 2020, abgerufen am 11. Juni 2020.
31. ↑  Volker Boehme-Neßler: Der Corona-Pass ist inhuman und verfassungswidrig. In: zeit.de. 5. Mai 2020, abgerufen am 8. Juni 2020.
32. ↑  Anika Klafki: Der Immunitätsausweis und der Weg zurück in ein freiheitliches Leben. In: verfassungsblog.de. 4. Mai 2020, doi:10.17176/20200505-013642-0.
33. 1 2  Persad, Emanuel: The Ethics of COVID-19 Immunity-Based Licenses (“Immunity Passports”). 2020, S. 2241.
34. 1 2 3  Persad, Emanuel: The Ethics of COVID-19 Immunity-Based Licenses (“Immunity Passports”). 2020, S. 2242.
35. 1 2  Kofler, Baylis: Ten reasons why immunity passports are a bad idea. 2020, S. 379.
36. ↑  Kofler, Baylis: Ten reasons why immunity passports are a bad idea. 2020, S. 380.
37. 1 2 3  Kofler, Baylis: Ten reasons why immunity passports are a bad idea. 2020, S. 381.
38. ↑  Verordnung (EU) 2021/953 des Europäischen Paraments und des Rates vom 14. Juni 2021 über einen Rahmen für die Ausstellung, Überprüfung und Anerkennung interoperabler Zertifikate zur Bescheinigung von COVID-19-Impfungen und -Tests sowie der Genesung von einer COVID-19-Infektion (digitales COVID-Zertifikat der EU) mit der Zielsetzung der Erleichterung der Freizügigkeit während der COVID-19-Pandemie. In: Amtsblatt der Europäischen Union. L, Nr. 211, 15. Juni 2021, S. 1.
39. ↑  Art. 1 des Zweiten Gesetzes zur Änderung des Infektionsschutzgesetzes und weiterer Gesetze vom 28. Mai 2021, BGBl. I S. 1174
40. ↑  Digitales COVID-Zertifikat der EU. Europäische Kommission, 2021, abgerufen am 14. August 2021.
41. ↑  Fachliche Vorgaben des RKI für COVID-19-Genesenennachweise. In: rki.de. Abgerufen am 26. Januar 2022.
42. ↑  vgl. Art. 1 Nr. 4 des Gesetzes zur Änderung des Infektionsschutzgesetzes und anderer Vorschriften vom 18. März 2022, BGBl. I S. 466
43. ↑  COVID-19 'immunity passports' pose range of issues. In: upi.com. 1. Juni 2020, abgerufen am 8. Juni 2020.
44. ↑  Heidi J. Larson: A call to arms: helping family, friends and communities navigate the COVID-19 infodemic. In: Nature Reviews Immunology. 2. Juli 2020, doi:10.1038/s41577-020-0380-8.
45. ↑  Steffen Kutzner: Nein, es wurde kein Immunitätsausweis beschlossen. In: correctiv.org. 21. Oktober 2020, abgerufen am 24. Oktober 2020.